# Pik Swobodnaja Korea
Der Pik Swobodnaja Korea (russisch пик Свободная Корея, „Gipfel Freies Korea“) ist ein Berg im Kirgisischen Gebirge, einem Teilgebirge des Tian Shan in Kirgisistan.
Der Pik Swobodnaja Korea besitzt eine Höhe von 4777,6 m und bildet damit eine der höchsten Erhebungen des Kirgisischen Gebirges. An seiner Nordflanke strömt der Ak-Sai-Gletscher in westlicher Richtung. An der Südflanke liegt der Top-Karagai-Gletscher. Der Berg liegt im Ala-Artscha-Nationalpark.

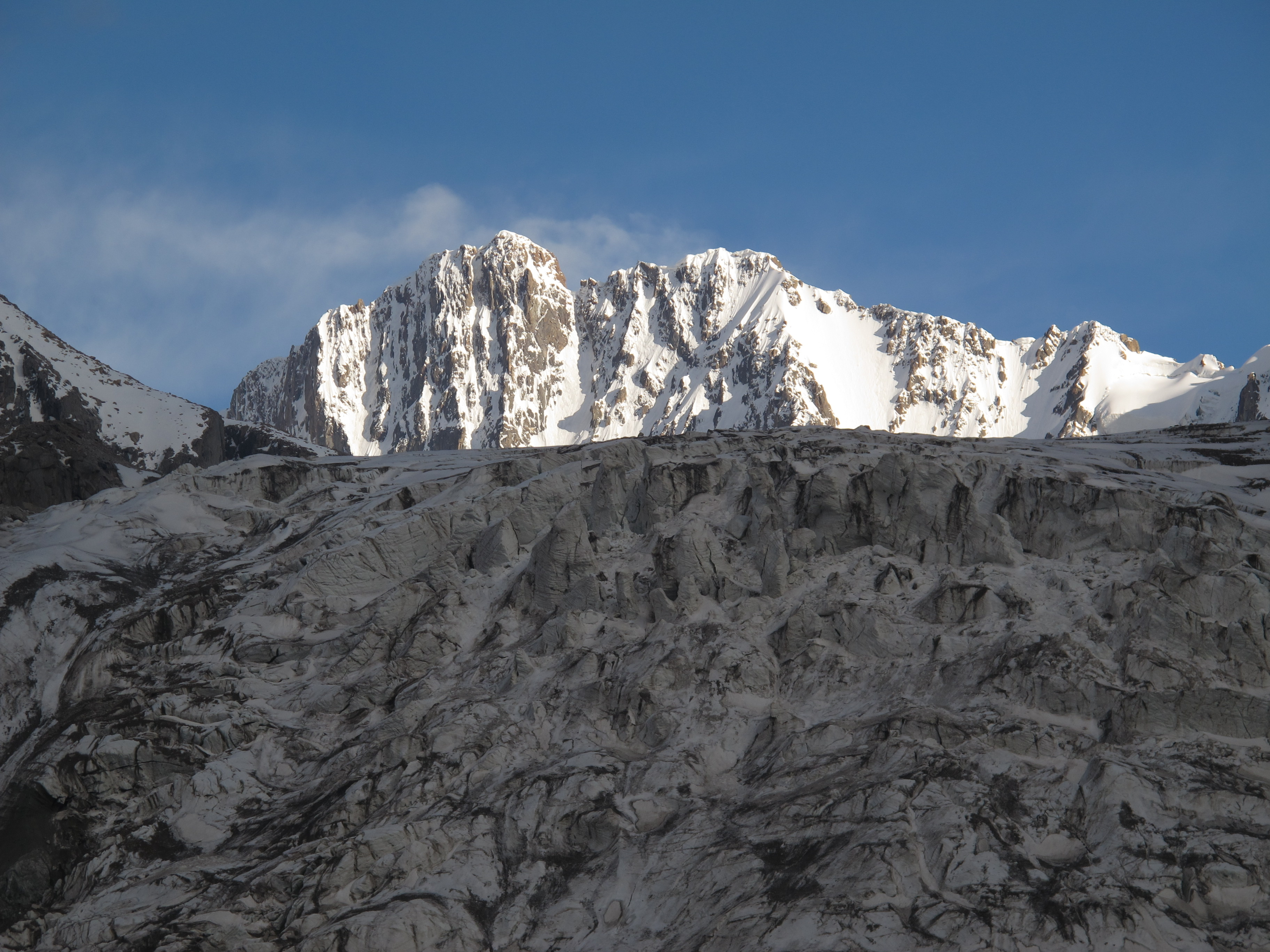
Pik Swobodnaja Korea von Norden; im Vordergrund der Ak-Sai-Gletscher

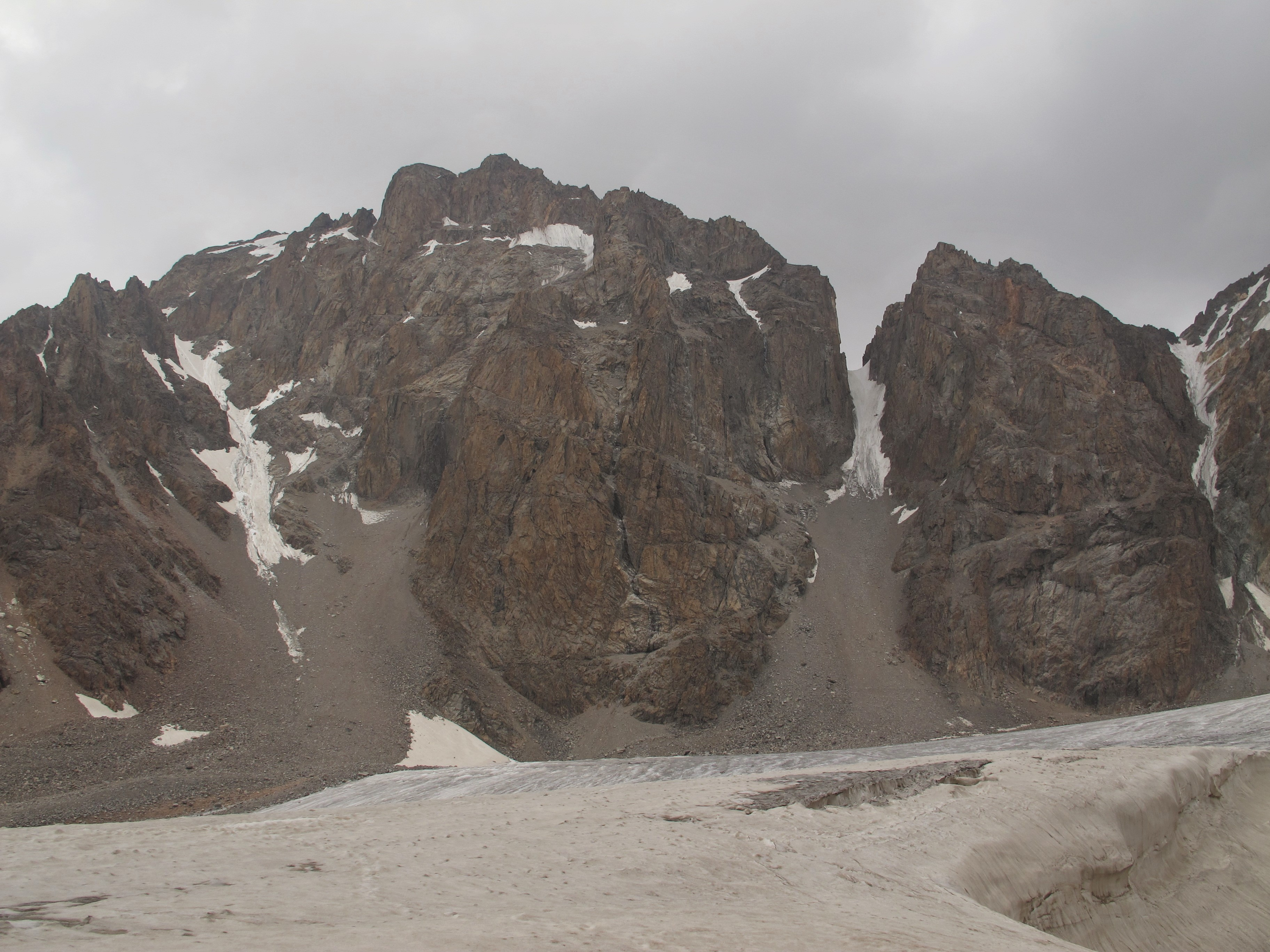
Pik Swobodnaja Korea Südwand